# Amore inquieto di Maria
Amore inquieto di Maria è un film drammatico del 1987 diretto da Sergio Pastore. In realtà molte delle sequenze incluse nel film provengono da Una ragazza di Praga (1969), sempre diretto da Pastore.

## Trama
Ritornata in Cecoslovacchia dopo aver passato un periodo della sua vita in Italia, Maria viene avvicinata da un uomo che tenta di ucciderla procurandole un blocco psicologico che la costringe al ricovero in una casa di riposo. Tempo dopo, la giornalista Helen decide di intervistarla chiedendole di raccontare la sua vicenda dato che di Maria si era persa ogni traccia nonostante un periodo di notorietà come attrice teatrale. La donna inizia quindi a raccontarle la sua storia: Maria decise di fuggire in Italia alla ricerca del padre e del successo. Grazie all'incontro con lo scrittore Alberto, riuscì ad entrare nel mondo dello spettacolo come attrice avendo successo diventando poi la sua compagna, tradendo il suo fidanzato Adam rimasto a Praga. Presto però il rapporto tra i due si incrinò e Maria decise di andare alla ricerca del padre Ivan, diventato un clown dedito all'alcolismo per il dispiacere della fuga della figlia. La donna riuscì a ritrovare in un circo il padre che però si rifiutò di tornare a Praga con lei: per questo Maria decise di abbandonare la carriera di attrice per seguire il circo e rimanere col padre sino alla sua morte. Concluso il racconto, Helen e Maria si congedano con la promessa di tenersi in contatto.